# Heissaptera
Heissaptera is een geslacht van wantsen uit de familie van de Enicocephalidae. Het geslacht werd voor het eerst wetenschappelijk beschreven door Štys & Baňař in 2006.

## Soorten
Het genus bevat de volgende soort:

- Heissaptera janaki Štys & Baňař, 2006